# Hulsters Molen
Hulsters Molen is een ronde stenen beltmolen in Schoondijke in de Nederlandse provincie Zeeland.
De molen werd oorspronkelijk gebouwd in 1884 nadat zijn voorganger, een standerdmolen, was omgewaaid. In 1900 werd de molen door brand getroffen en daarna herbouwd. Tijdens de Tweede Wereldoorlog beschadigde de oorspronkelijke hoge kap van de molen. In 1948 is deze vervangen door een Hollands model. Tijdens de oorlog hebben zich in de kap twee Canadese militairen verscholen gehouden. In de molen is een plaquette te zien die daaraan herinnert.
Tot 1956 is de molen beroepsmatig op windkracht in gebruik geweest. De molen is lange tijd in eigendom geweest van de familie De Hulster, hetgeen de naam van de molen verklaart. Begin jaren negentig van de twintigste eeuw is de molen geheel gerestaureerd. Thans is de molen eigendom van de Stichting De Hulster's Molen Schoondijke en een vrijwillig molenaar laat de molen regelmatig malen. Op zaterdagen is Hulsters Molen geopend voor meelverkoop. Tevens worden er rondleidingen in de molen gegeven.

## Inrichting
De molen is ingericht met twee koppels maalstenen en een haverpletter. De roeden zijn circa 23,50 meter lang en zijn voorzien van het oudhollands hekwerk (op enigszins Vlaamse wijze) met zeilen.

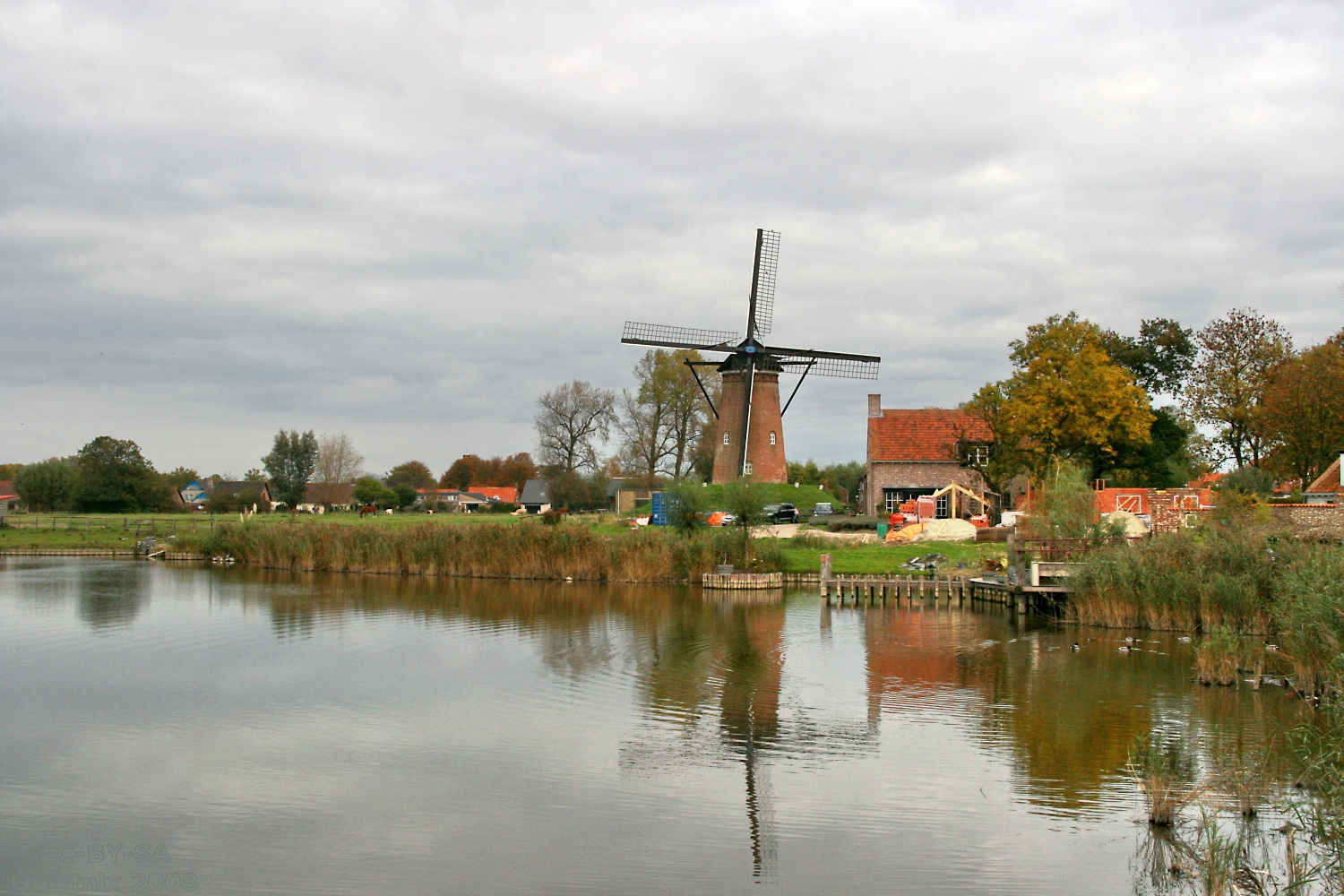
De molen aan het water